# Georgi Harutjunjan
Georgi Eduardi Harutjunjan (armenisch Գեորգի Էդուարդի Հարությունյան, russisch Георгий Эдуардович Арутюнян Georgi Eduardowitsch Arutjunjan; * 9. August 2004 in Balakowo) ist ein armenisch-russischer Fußballspieler.

## Karriere

### Verein
Harutjunjan begann seine Karriere beim FK Krasnodar. Zur Saison 2022/23 rückte er in dessen Kader der zweiten Mannschaft auf und debütierte dort kurze Zeit später in der zweitklassigen Perwenstwo FNL. Am Ende der Spielzeit stand er dann auch erstmals im Kader der 1. Mannschaft und gab am 27. Mai 2023 gegen ZSKA Moskau (0:0) sein Debüt in der Premjer-Liga. In der folgenden Saison kam Harutjunjan noch zu vier weiteren Erstliga-Einsätzen und bei einem Pokalspiel gegen den FK Nischni Nowgorod (3:0) erzielte er auch seinen ersten Treffer für die Profimannschaft. Am 25. Januar 2025 nahm ihn dann der ungarischen Erstligist Puskás Akadémia FC unter Vertrag.

### Nationalmannschaft
Harutjunjan absolvierte von 2019 bis 2021 insgesamt neun Testspiele für diverse russischen Jugendauswahlen. Anschließend wechselte er zum Armenischen Fußballverband, am 25. März 2023 gab er in der EM-Qualifikation gegen die Türkei (1:2) sein Debüt für dessen A-Nationalmannschaft.